# West Acre
 (juillet 2023).
West Acre est une paroisse civile et un village du Norfolk, en Angleterre.